# Liste von Persönlichkeiten der Stadt Harzgerode
Die Liste von Persönlichkeiten der Stadt Harzgerode enthält Personen, die in der Geschichte der Stadt Harzgerode im Landkreis Harz in Sachsen-Anhalt eine nachhaltige Rolle gespielt haben. Es handelt sich dabei um Persönlichkeiten, die Ehrenbürger, hier geboren oder gestorben sind oder in Harzgerode und den eingemeindeten Ortschaften und heutigen Ortsteilen gewirkt haben. Ferner sind alle Bürgermeister der Stadt Harzgerode seit 1900 aufgelistet.
Für die Persönlichkeiten aus den nach Harzgerode eingemeindeten Ortschaften siehe auch die entsprechenden Ortsartikel.

## Ehrenbürger
- Dezember 1939: Alfred Freyberg (1892–1945), Jurist und Politiker (NSDAP)[1]
- Ernst Bremmel (1903–1992), Sportlehrer, über 30 Jahre Initiator für das sportliche Leben in der Stadt, Schaffung des Sprungschanzenkomplexes und aufopferungsvoller Einsatz für den Sprunglauf in Harzgerode, weitere Ehrungen: Friedrich-Ludwig-Jahn-Medaille in Gold, Ehrennadel des DTSB in Gold, Verdienstmedaille des DSLV
- 14. April 2015: Günter Maluche (* 1943), Stifter[2]
- 9. April 2019: Heinz Mente (geb. 1936), Heimatforscher[3]

## Söhne und Töchter der Stadt
Die folgenden Personen sind in Harzgerode bzw. den eingemeindeten Ortschaften oder den heutigen Ortsteilen der Stadt geboren. Ob sie ihren späteren Wirkungskreis in Harzgerode hatten oder nicht, ist dabei unerheblich.

### Persönlichkeiten der Frühen Neuzeit

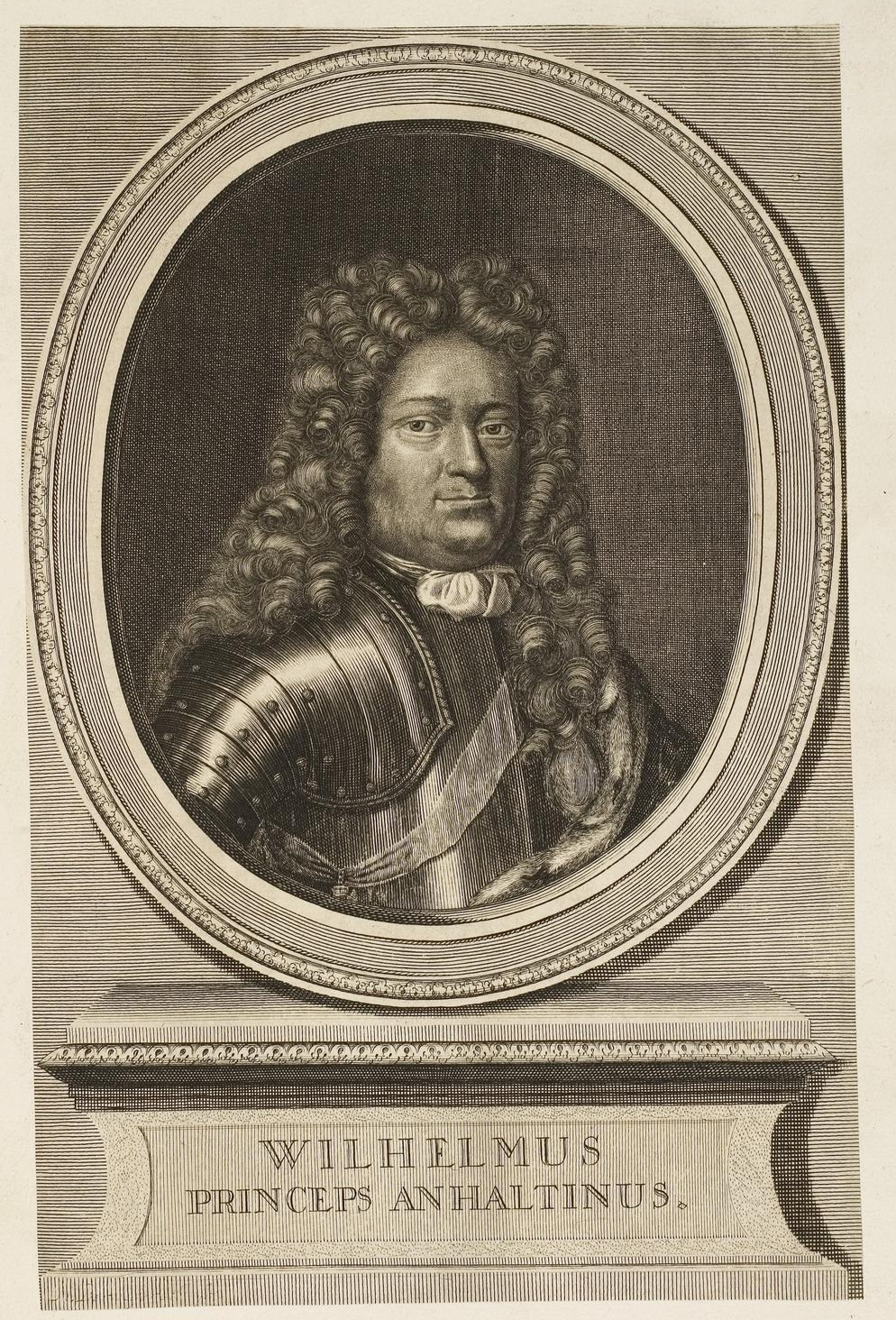
Wilhelm von Anhalt-Bernburg-Harzgerode

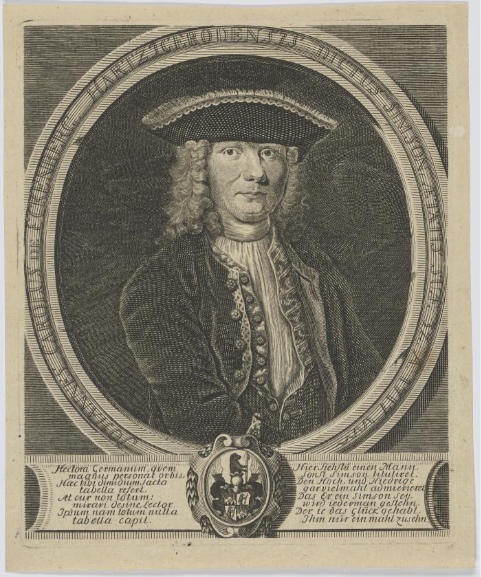
Johann Carl von Eckenberg (1717)

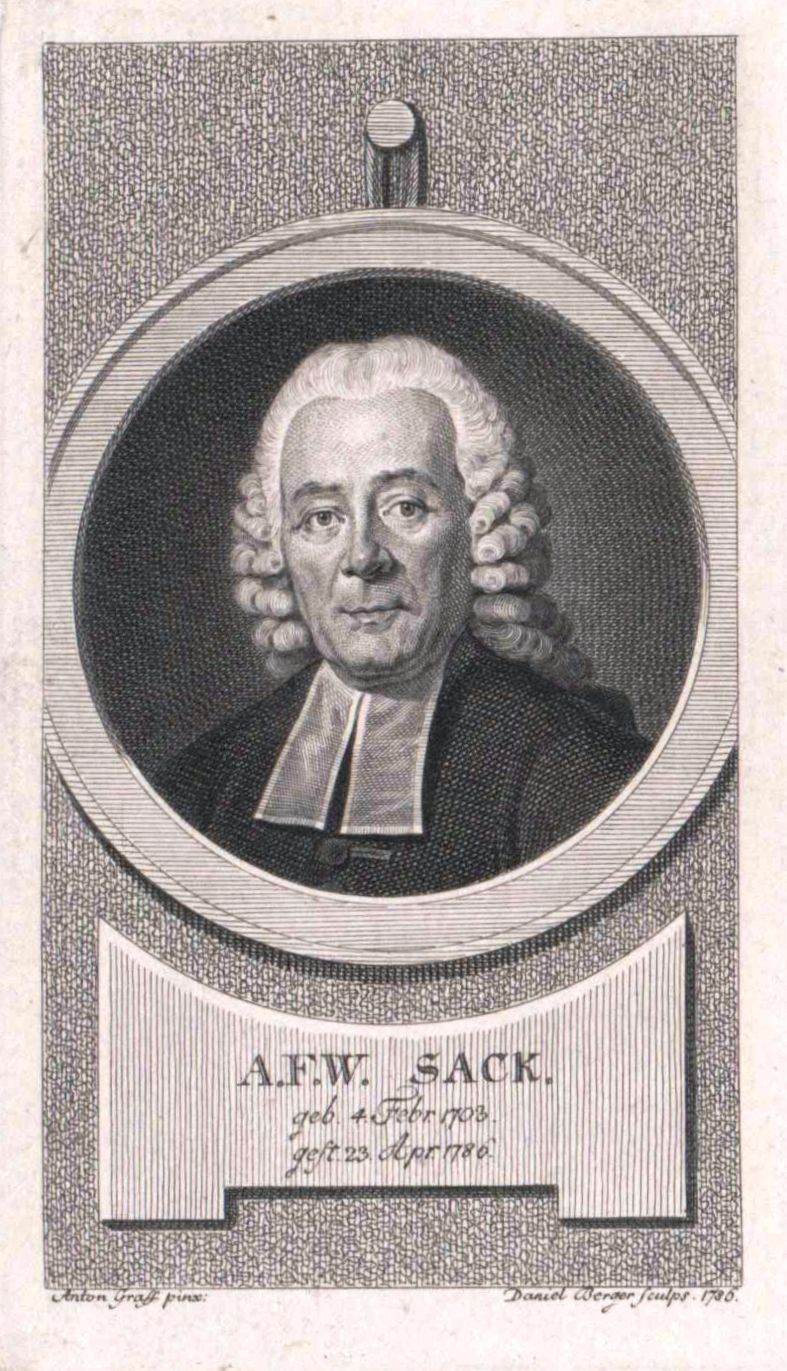
August Friedrich Sack

- Johann Georg I. (1567–1618), ab 1586 Fürst von Anhalt, 1606–1618 Fürst von Anhalt-Dessau
- Rudolf I.  (1576–1621), 1606–1621 Fürst von Anhalt-Zerbst
- Viktor I. Amadeus (1634–1718), 1656–1718 Fürst von Anhalt-Bernburg
- Wilhelm (1643–1709), 1670–1709 Fürst von Anhalt-Bernburg-Harzgerode
- Wilhelmine Charlotte Nüßler, seit 1719 Wilhelmine Charlotte Gräfin von Ballenstedt (1683–1740), zweite Gemahlin des Fürsten Karl Friedrich von Anhalt-Bernburg
- Johann Carl von Eckenberg (1684–1748), Kraftakrobat und Theaterleiter
- August Friedrich Sack (1703–1786), Philosoph und Theologe
- Johann Philipp Sack (1722–1763), Komponist und Tastenspieler

### Persönlichkeiten des 19. Jahrhunderts
- Johann August Rienäcker (1779–1859), evangelisch-reformierter Theologe und Autor, geboren in Güntersberge.
- Immanuel Wohlwill (1799–1847), deutscher Pädagoge und jüdischer Publizist
- Friedrich Ernst von Busse (1828–1916), Politiker, Mitglied des Reichstages
- Louis Reuß (1812–1888), Forstmann, 1853 techn. Leiter der Forstverwaltung in Bernburg, 1857 Leiter der Rentkammer Wittgenstein, ab 1872 in Dobříš/Böhmen.
- Victor Eduard von Röder (1841–1910), Gutsbesitzer, Ökonom und Entomologe
- Carl Reuß (1844–1918), Forstmann, Schöpfer der ersten Wanderwege im Harz
- Hermann Reuß (1848–1931), Forstmann, Fachbuchautor und Pädagoge
- Alexis Bischof (1857–1922), anhaltischer Industrieller, geboren in Mägdesprung

### Persönlichkeiten des 20. Jahrhunderts
- Max Bähr (1871–nach 1943), Ingenieur und Montanunternehmer, Bergwerksdirektor, geboren in Neudorf
- Wilhelm Otto (1871–1943), Bronzegießer und Bildhauer, Professor an der Städtischen Kunstgewerbeschule Berlin
- Kurt Müller (1876–1952), Jurist, Politiker und anhaltischer Staatsminister (1924–1929)
- Ernst Bähr (1886–1945), Diplomingenieur, Politiker und SA-Führer, geboren in Neudorf
- August Wolf (1889–1945), Drucker und sozialdemokratischer Widerstandskämpfer, Opfer der NS-Herrschaft
- Otto Gaul (1903–1975), Kunsthistoriker
- Erich Gostynski (1904–nach 1948), deutsch-britischer Mediziner
- Karl Hagedorn (1922–2005), deutsch-US-amerikanischer Künstler, geboren in Güntersberge
- Wilhelm Müller (1928–1999), Maler und Grafiker
- Peter Betthausen (1941–2025), Kunsthistoriker
- Axel Manthey (1945–1995), Bühnenbildner, Kostümbildner und Regisseur, geboren in Güntersberge
- Hella Brumme (* 1946), Gartenbauingenieurin und Direktorin des Europa-Rosariums
- Veronika Hesse, geb. Schmidt (* 1952), Weltmeisterin und Olympiasiegerin im Skilanglauf
- Christel Vogel (* 1959), Politikerin (CDU)

## Persönlichkeiten, die in der Stadt gestorben sind
- Johanna Elisabeth von Nassau-Hadamar (1619–1647), 1. Gemahlin des Fürsten Friedrich von Anhalt-Bernburg-Harzgerode
- Elisabeth Albertine zu Solms-Laubach (1631–1671), 1. Gemahlin des Fürsten Wilhelm von Anhalt-Bernburg-Harzgerode
- Johann Jacob Büchting (1729–1799), Landmesser, Markscheider und Forstmann
- Johann Gottfried Keßler (1754–1830), Berg- und Baurat
- Franz Pfeil (1884–1945), Kolonialbeamter und Lehrer
- Walter Weigmann (1902–1945), Professor für Betriebswirtschaftslehre, gefallen bei Güntersberge
- Karl Heinz Knepper (1945–2014), lyrischer Tenor

## Persönlichkeiten, die mit der Stadt in Verbindung stehen
- Friedrich (1613–1670), 1635–1670 Fürst von Anhalt-Bernburg-Harzgerode
- Heinrich Heine (1797–1856), Dichter, hielt sich in Verbindung mit seiner Schrift Die Harzreise 1824 in Harzgerode auf; Gedenktafel am Haus Oberstraße 24
- Carl Adolf Riebeck (1821–1883), Industrieller und Bergwerksunternehmer
- Karl-Heinz Börner (* 1935), Lehrer und Historiker

## Bürgermeister der Stadt Harzgerode seit 1900
- 1897–1914:  Wilhelm Krause
- 1915–1927:  Otto Schmidt
- 1927–1933:  Paul Grotsch
- 1933–1945:  Fritz Ehlert
- Apr.–Aug. 1945:  Karl Sentker
- Aug.–Dez. 1945:  Paul Grotsch
- 1946–1951:  Karl Oppermann
- 1951–1952:  Herbert Ziegenhahn
- 1952–1955:  Erwin Prezewowski
- 1955–1962:  Fritz Kietz
- 1962–1964:  Kurt Lengning
- 1964–1967:  Gustav Söder
- 1967–1974:  Otto Seifert
- 1974–1980:  Walter Berndt
- 1980–1990:  Manfred Diwinski
- März–Mai 1990: Klaus Euchner
- 1990–1994:  Hubert Boßmann
- Apr.–Juni: 1994 Joachim Ender
- 1994–2007: Manfred Diwinski
- Juli–Aug. 2007: Gotthard Kube
- 2007–2009:  Horst Schöne
- 2010–2016: Jürgen Bentzius
- seit 1. Jan. 2017: Marcus Weise